# Església parroquial de la Mare de Déu dels Àngels (Albal)
L'església parroquial de la mare de Déu dels Àngels és un temple catòlic situat a la plaça de l'Església, 9, en el municipi d'Albal. És Bé de Rellevància Local amb identificador nombre 46.16.007-002.

## Història
Hi ha notícia d'una església a Albal en 1279, que apareix en documentació a la que se li lliuren 72 sous i 5 diners. En 1280 es van destinar per al capellà 54 sous i 4 diners. Va ser erigida com a parròquia al segle xiv.
El temple actual és del segle xvii, acabant-se la seua construcció en 1697, encara que posteriorment es van afegir altars, la Capella del Sagrari, el nínxol dedicat a la advocación titular i el campanar.
El campanar, atribuït a José Navarro, es va construir en 1733 a instàncies del Cabildo Catedralici de València, senyor d'Albal fins a la desamortització al segle XIX. La seua construcció va trigar set anys.
La Capella del Sagrari es va restaurar en 1880.

## Descripció
A causa del llarg període de construcció, el temple presenta diversos estils i influències en la seua arquitectura. A més s'han realitzat al llarg de la seua existència arrebossats en guix a l'interior, que dificulten la recuperació dels elements originals.
L'església és de planta rectangular, amb una nau central i contraforts laterals. Entre els contraforts es disposen capelles, amb menor altura que la nau central. L'orientació de la nau és est-oest.
En la façana oriental, en el front de la nau central, es disposa un dels dos accessos amb un buit rematat amb arc de mig punt i sobre aquest un nínxol i per sobre del nínxol un buit que dona al cor situat sobre l'entrada. Es remata la façana amb una cornisa i per sobre d'aquesta una rematada formada dues volutes laterals amb un òcul central i sobre aquest una creu, si bé aquesta rematada sembla posterior, doncs presenta algunes tendències barroques, enfront de la senzillesa de la resta de la portada.
A la façana septentrional apareix l'altre accés al temple que destaca sobre les fàbriques de maçoneria. És una porta rectangular el buit de la qual està recercat per dues pilastres i una llinda recta en la seua part superior.
A l'interior presenta volta en la nau central, en la qual es destaquen els nervis que uneixen els contraforts i la presència de petxines a banda i banda entre cada dos nervis. Una galeria recorre la nau en els seus paraments i se situa per sobre del cor situat sobre l'entrada. La decoració a l'interior és important i profusa sobre els recobriments de guix amb pintures.
El campanar es compon d'una base d'altura una mica superior superior al capdavant de l'església, de disseny molt simple i en la qual es combinen els paràmetres de maçoneria iguals a la resta de l'església amb el carreu usat per realçar les arestes i així mateix identificar una sèrie de franges horitzontals. Sobre aquest primer cos es desenvolupa el campanar que consta de dos cossos més i sobre aquests un templet, amb teulada a quatre aigües en teula àrab; tots ells en maó i de major riquesa decorativa que la base inferior, abundant en motllures, pilastres i elements de rematada.

Compta amb cinc campanes, quatre d'elles fan tots els tocs automàtics. La més antiga data de l'any 1778, la més nova de 1987. Antigament el campanar en comptava amb les quatre grans, el tiplet es trobava instal·lat a una espadanya on feïa ell soles els voltejos de missa diària o vísperes.

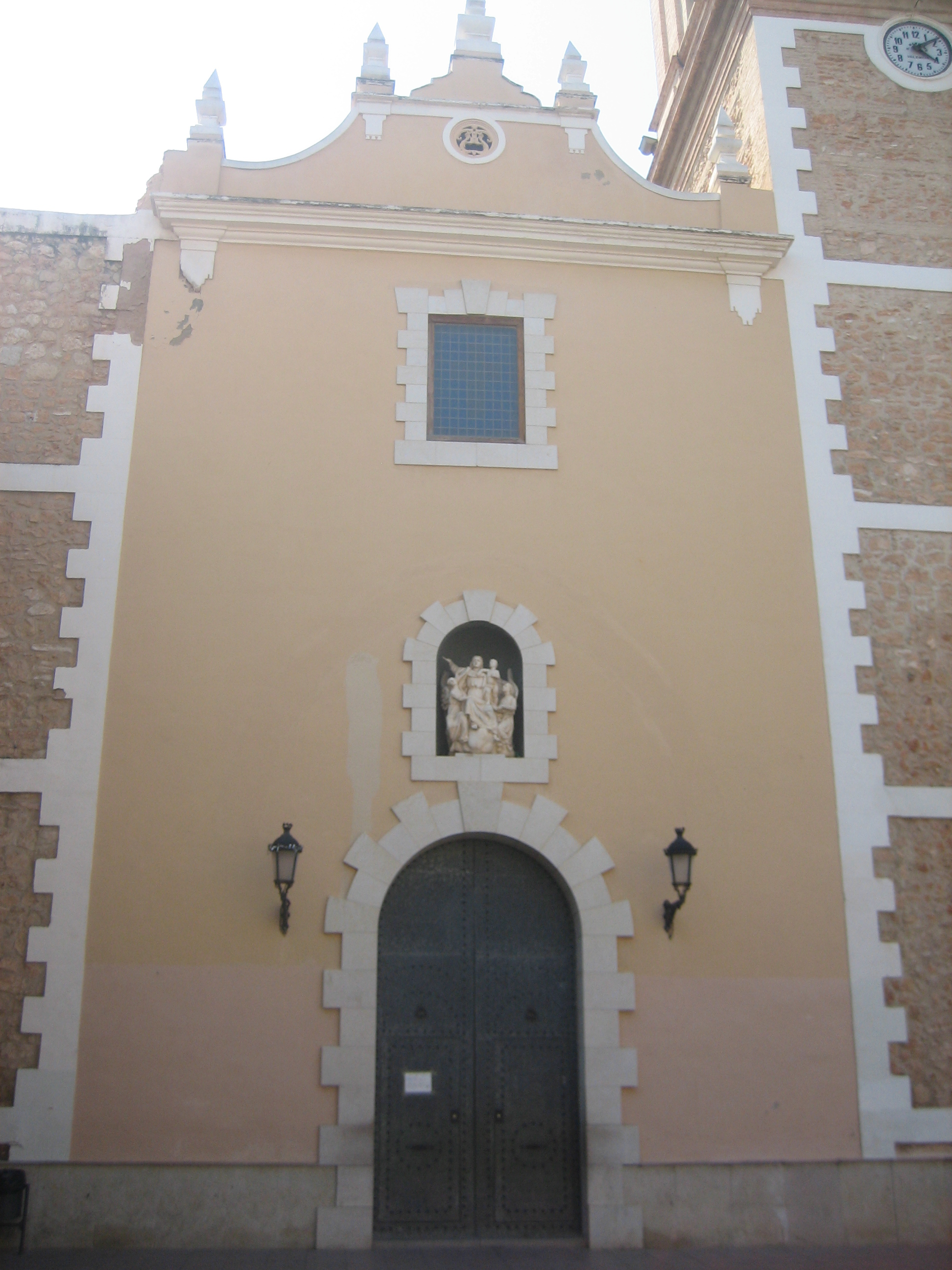
Façana oriental.
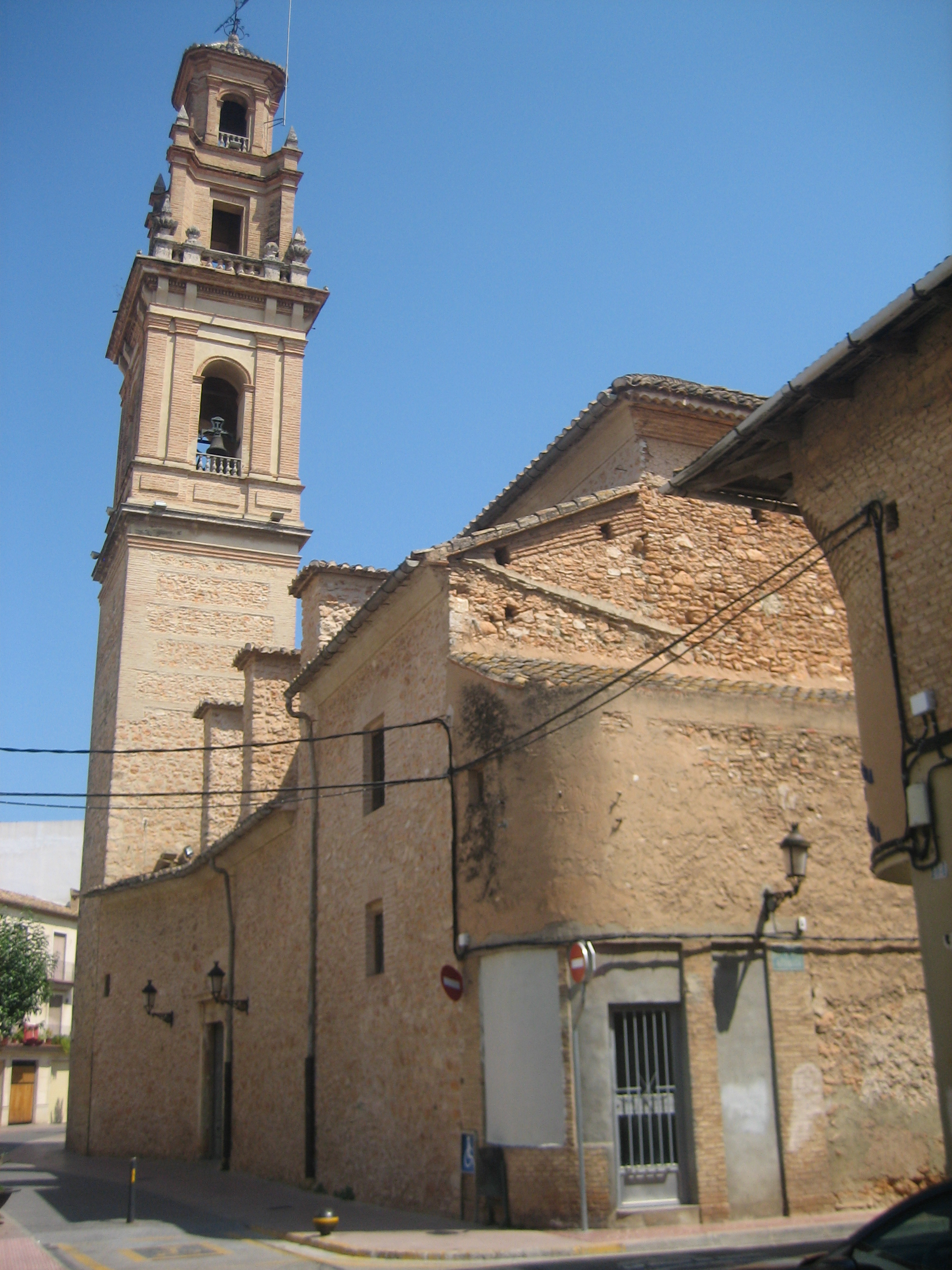
Costat septentrional.
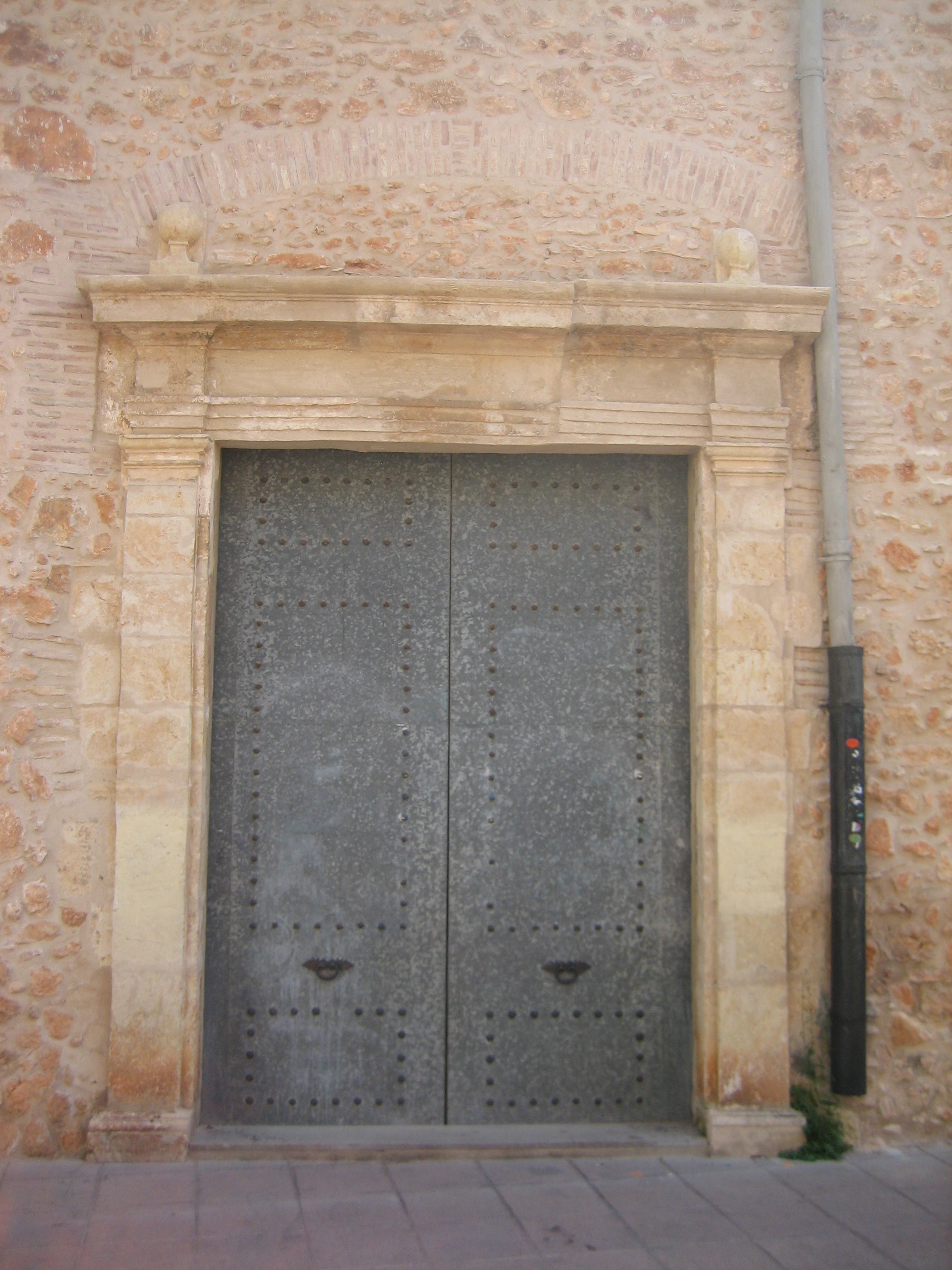
Accés nord.
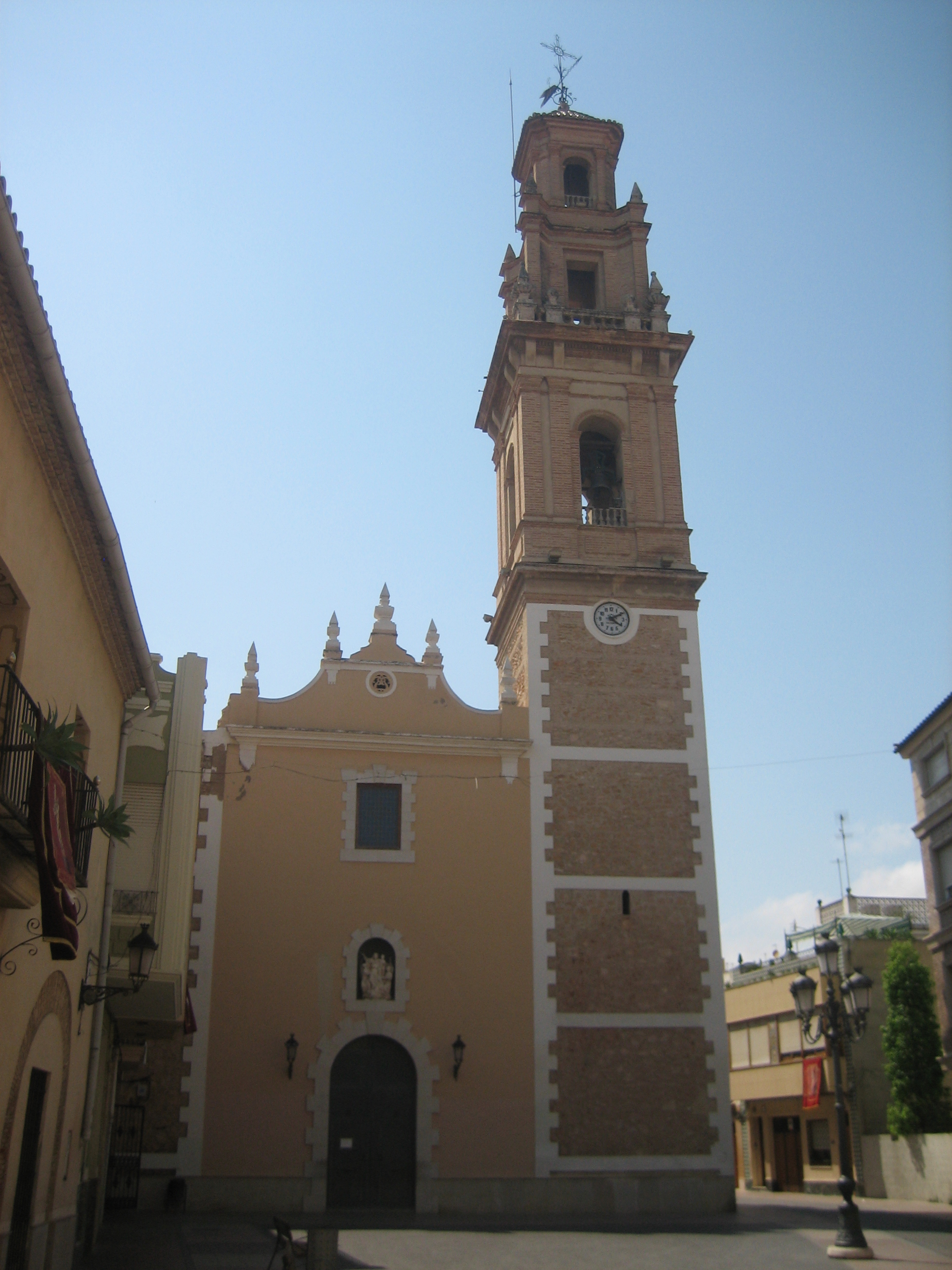
Façana i campanar.